# Jan Hendrik Oort

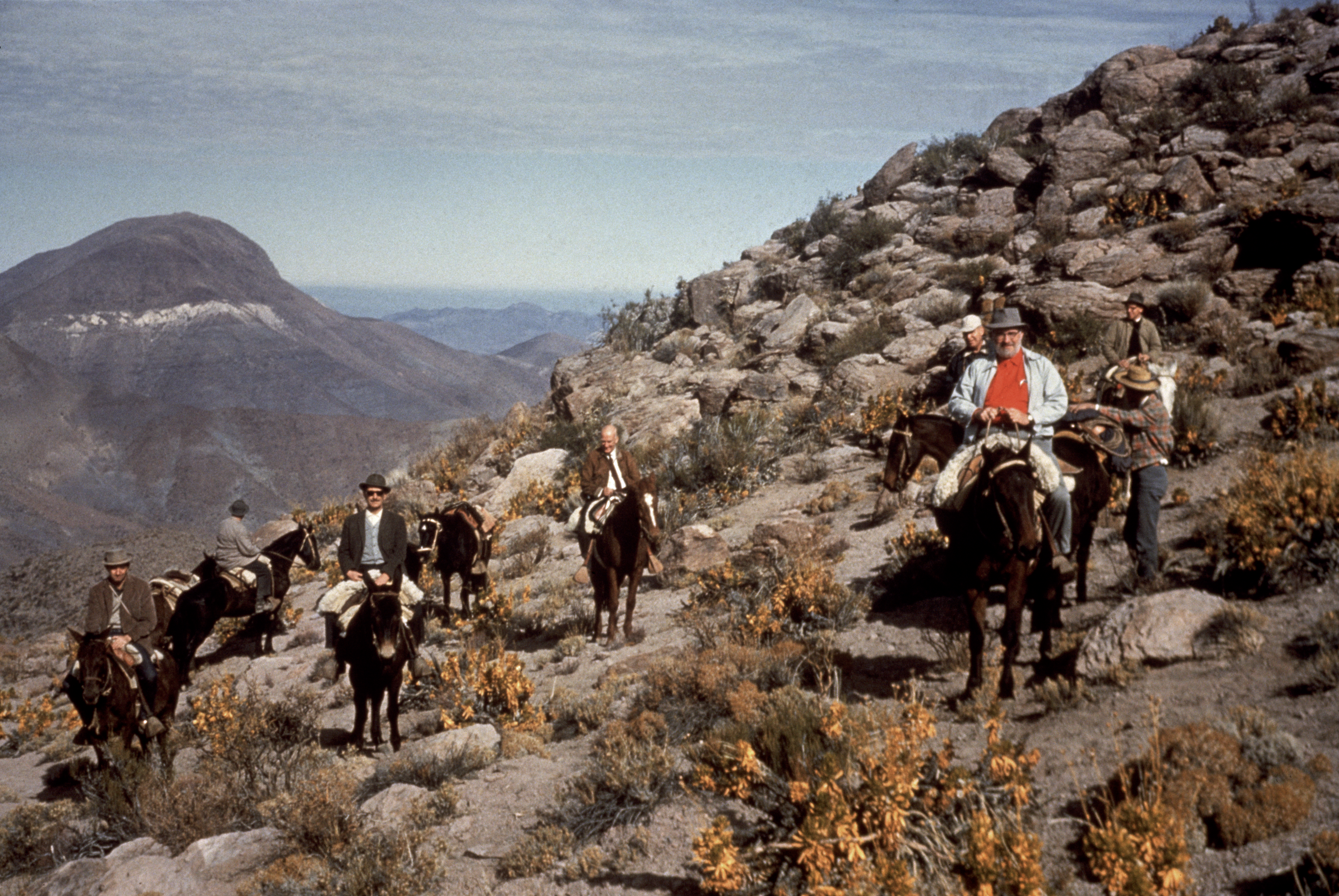
Oort met collega's te paard op zoek naar een geschikte plaats voor de European Southern Observatory, El Morado, Andes, Chili, juni 1963.

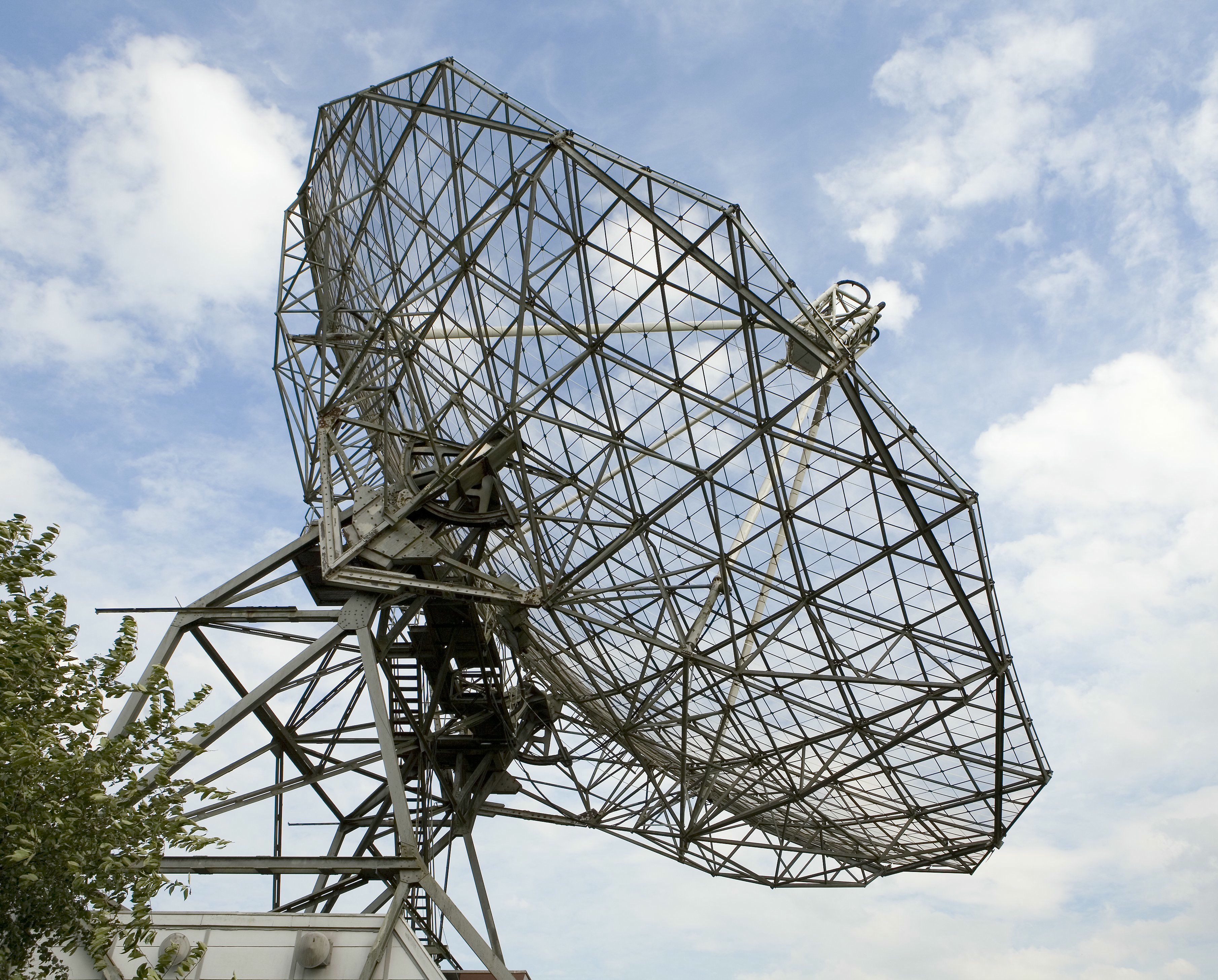
Dwingeloo Radiotelescoop, 2007.

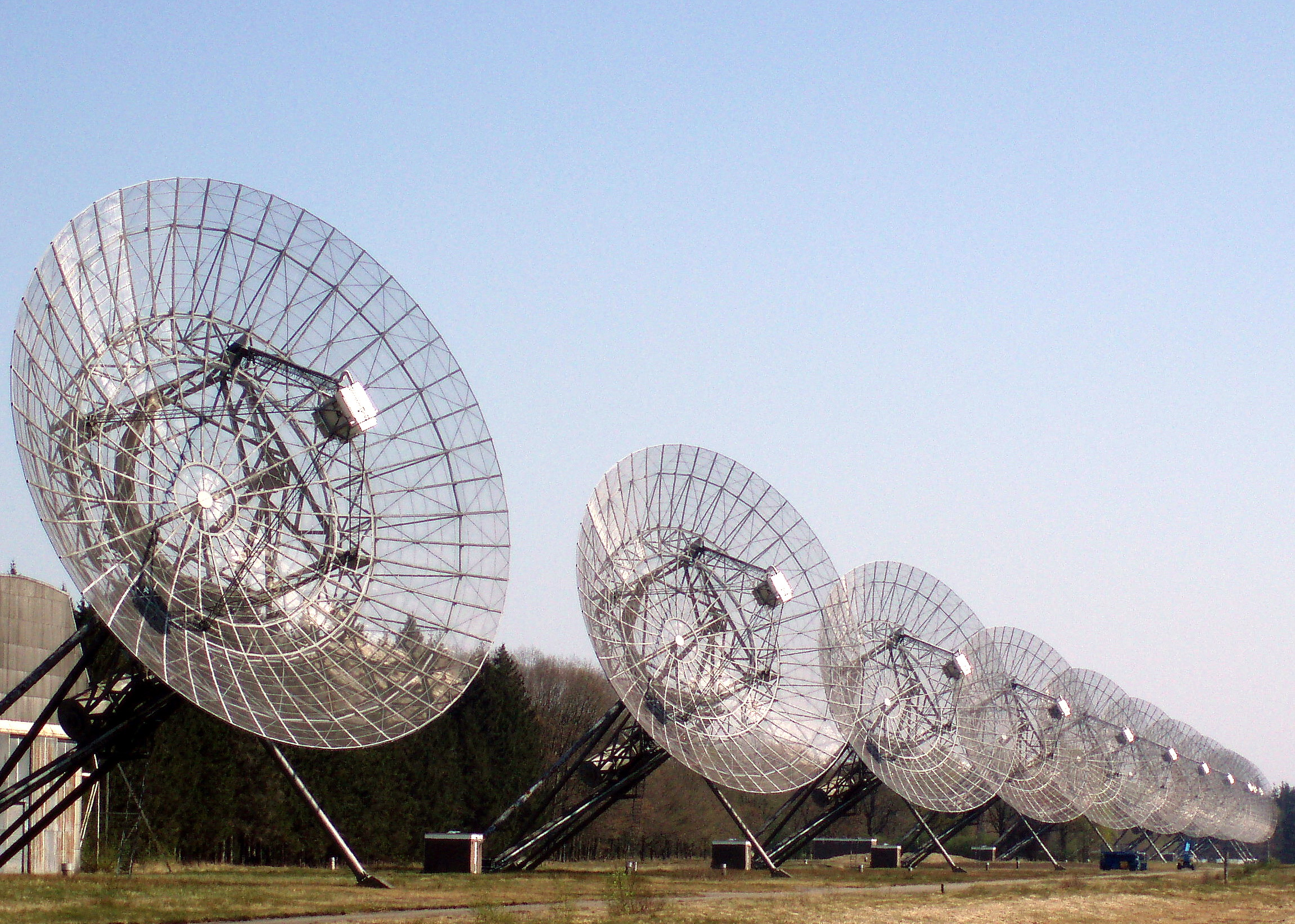
Westerbork Synthese Radio Telescoop, 2007.

Jan Hendrik Oort (Franeker, 28 april 1900 – Wassenaar, 5 november 1992) was een Nederlands astronoom. Hij was een belangrijke pionier en stimulator van de radioastronomie. De Oortwolk is naar hem vernoemd.

## 1900-1940
Oort werd in Franeker geboren. Zijn ouders waren de arts en psychiater Abraham Hermanus Oort en Ruth Hannah Faber. De grootvader van Oort, Henricus Oort was hoogleraar theologie en van 1892-1893 rector magnificus van de Universiteit Leiden. Het gezin verhuisde al vroeg naar Oegstgeest. Hij doorliep de Leidse HBS. In 1917 ging hij aan de Rijksuniversiteit Groningen studeren bij Jacobus Cornelius Kapteyn; hij behaalde hier in 1921 zijn doctoraalexamen in de astronomie. Na zijn afstuderen bleef hij voor een jaar nog bij deze universiteit in de functie als onderzoeksassistent, maar ging daarna voor twee jaar werken bij het observatorium van de Yale-universiteit (Connecticut, VS). In 1924 werd hij door Willem de Sitter naar de Rijksuniversiteit Leiden gehaald. Hier ging hij werken bij de Leidse Sterrewacht, om vervolgens de rest van zijn leven er te verblijven (uitgezonderd korte periodes van sabbatsjaren en gedurende de Tweede Wereldoorlog). In 1926 promoveerde hij cum laude aan de Rijksuniversiteit Groningen bij Pieter van Rhijn op het proefschrift getiteld "The stars of high velocity". 
Jan Oort trouwde in 1927 met Mieke Graadt van Roggen (1906-1993) met wie hij drie kinderen kreeg: 2 zonen (Coen en Abraham) en 1 dochter (Marijke).
Oort vond in 1927 het bewijs voor de theorie van Bertil Lindblad dat de Melkweg roteert (zie differentiële rotatie). Hij deed dat door de beweging van verre sterren te analyseren. Aan de Rijksuniversiteit Leiden werd hij in 1930 lector en nadat de Deen Ejnar Hertzsprung na het plotselinge overlijden van De Sitter in 1934 hoogleraar/directeur van de Leidse Sterrewacht was geworden, kreeg Oort een benoeming als hoogleraar. Zijn oratie in 1935 had de eenvoudige titel "De bouw der sterrenstelsels". In de jaren dertig en veertig werd zijn belangstelling gewekt voor radiostraling in het heelal.
In 1935 werd Oort gekozen tot algemeen secretaris van de Internationale Astronomische Unie (IAU), en in 1937 werd hij verkozen tot lid van de Koninklijke Nederlandse Akademie van Wetenschappen (KNAW).
In 1928 werd zijn zoon Coen Oort geboren, die later een belangrijk Nederlands econoom zou worden. Later deelde hij met zijn kleinzoon Marc verscheidene jaren een kantoor aan de Leidse Sterrewacht.

## Oorlogstijd
Tijdens de Tweede Wereldoorlog trok Oort zich terug van de sterrenwacht om niet gegijzeld te worden door de Duitsers. In 1942 vertaalde Jan Duyvendak Chinese documenten voor hem over de supernova van het jaar 1054, die de oorsprong bleek van de Krabnevel (SN 1054).
Oorts promovendus Hendrik C. van de Hulst deed in 1944 tijdens een geheime lezing in de Sterrewacht Leiden de voorspelling dat in de radiostraling uit het heelal de 21-cm waterstoflijn gevonden zou worden, die na de oorlog inderdaad werd gevonden en de opkomst van de radioastronomie stimuleerde.
Na de oorlog werd Oort hoogleraar-directeur van de sterrenwacht Leiden. Onder zijn leiding begon de radioastronomie in Nederland. Oort richtte de Stichting Radiostraling van Zon en Melkweg op, een samenwerking van de Leidse en Utrechtse sterrenwachten, de PTT en het natuurkundig laboratorium van Philips. Met een Würzburg-Riese-schotel, een oude radarantenne van de Duitse bezetters, werd bij Radio Kootwijk onderzoek gedaan naar radiostraling vanuit de ruimte.

## Dwingeloo, ESO en Westerbork
In de jaren vijftig verzamelde hij fondsen voor de bouw van een nieuwe radiotelescoop in Dwingeloo. In 1956 werd deze 25 meter radiotelescoop in gebruik genomen en werd onderzoek verricht naar het centrum van de Melkweg, dat veel actiever bleek dan gedacht. Hij was van 1958 tot 1961 president van de Internationale Astronomische Unie. 
Oort richtte in 1962, met onder anderen zijn collega Pieter Oosterhoff Europese Zuidelijke Sterrenwacht (ESO) op, het samenwerkingsverband van eerst zes en ten slotte zestien landen (in 2019) voor de bouw van een observatorium in Chili. De deelnemers waren in 1967 België, Denemarken, Duitsland, Frankrijk, Nederland en Zweden.
In 1970 wijdde Koningin Juliana, eveneens dankzij de inspanningen van Oort, de Westerbork Synthese Radio Telescoop in Westerbork in. Deze telescoop bestond uit twaalf afzonderlijke radiotelescopen, tien vaste en twee verrijdbare.  In 1970 ging Oort met emeritaat, maar bleef de rest van zijn leven onderzoek doen naar sterrenstelsels.
In 1946 kreeg hij de Gouden medaille van de Royal Astronomical Society en in 1984 de Balzan Prijs voor astrofysica. In 1987 werd Oort onderscheiden met de Kyoto-prijs voor astronomie; hij was hiermee de eerste (en tot nu toe enige) Nederlander die deze prijs ten deel viel.

## Overlijden
Jan Hendrik Oort stierf in 1992 te Leiden op 92-jarige leeftijd. Op dit overlijden reageerde de natuurkundige Chandrasekhar als volgt: "The great oak of Astronomy has been felled; and we are lost without its shadow" (De grote eik van de astronomie is geveld, en wij zijn verloren zonder zijn schaduw). De wetenschappelijke en persoonlijke papieren van Jan Oort zijn ondergebracht in de Universiteitsbibliotheek Leiden.

## Enkele belangrijke ontdekkingen

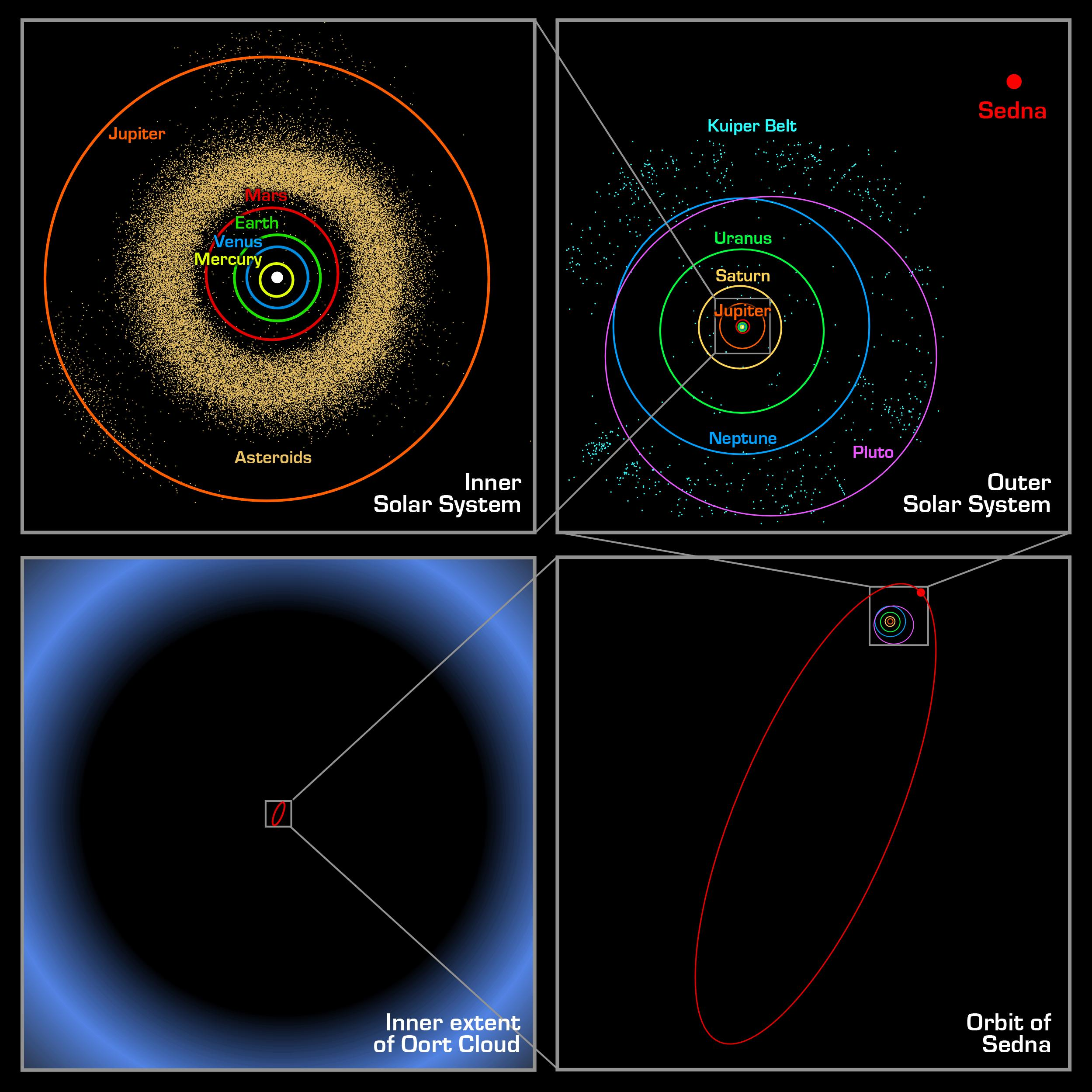
Baan van de planetoïde 90377 Sedna ten opzichte van de Oortwolk van kometen (links onder), 2004.

- 1924: Oort ontdekte dat er om de Melkweg in de buurt nog meer sterren zijn: de halo van de Melkweg.
- 1927: Oort berekende dat het middelpunt van de Melkweg op een afstand van 30.000 lichtjaar van de aarde lag in het sterrenbeeld Sagittarius en dat een omwenteling om dit middelpunt 200 miljoen jaar duurde. De massa van de Melkweg werd door Oort berekend en hij kwam uit op 100 miljard keer de massa van de zon. De Oortconstanten die de lokale differentiële rotatie van de Melkweg beschrijven, zijn naar hem genoemd.
- 1932: Oort was na J.C. Kapteyn[4] een der eersten die het bestaan van donkere materie beschreef in 1932. Oort was bezig met het bestuderen van de Melkweg, en bedacht als eerste dat de massa van het stelsel groter moest zijn dan louter de zichtbare massa. De berekeningen van Oort bleken foutief te zijn, maar Fritz Zwicky bewees het idee van Oort in 1933.[5]
- 1942: Een andere belangrijke bijdrage was dat hij aantoonde dat de Krabnevel een overblijfsel van een supernova-explosie was, en dat het licht gepolariseerde synchrotronstraling is, zoals door Iosif Samuilovich Shklovskii voorspeld.
- 1950: Oort opperde de hypothese dat kometen een gemeenschappelijke oorsprong hadden. Tegenwoordig heet die oorsprong de Oortwolk.
- 1954, 1958: Oort publiceerde met onder meer Lex Muller een  radiokaart van de spiraalarmen van de Melkweg.
- 1955: Met Lyman Spitzer Jr. bedacht Oort dat hete O-type sterren gaswolken konden versnellen door ionisatie met UV-straling: het Spitzer-Oortmechanisme
- 1958?: Met de Australische astronoom Frank John Kerr ontdekte Oort dat in het Melkwegcentrum veel zogenaamde turbulente waterstof bestaat en veronderstelde dat deze turbulentie was veroorzaakt door een massale explosie zo'n tien miljoen jaar geleden. Ook bewees hij dat de Melkweg een snel draaiende schijf is met twee spiraalarmen aan weerszijden van de kern.

## Promoties
Alle 16 onderstaande promoties met Oort als promotor waren aan de Rijksuniversiteit Leiden. Oort had twee vrouwelijke promovendae.
| Promovendus                                                         | Proefschrift | Jaar #afstammelingen |
| ------------------------------------------------------------------- | --- | -------------------- |
| Berkhuijsen, Elisabeth Mabel                                        | A Study of the Galactic Radiation and the Degree of Polarization at 820 MHz with Special Reference to the Loops and Spurs                                        | 1971                 |
| Binnendijk, Leendert                                                | A Study of Stars in the Pleiades Region, Based on Photographic Magnitudes, Colour-Equivalents, Spectral Types and Proper Motions                                 | 1947                 |
| Burton, William Butler                                              | The Sagittarius Spiral Arm and the General Distribution of Hydrogen between 0° and 90° Longitude. Streaming and Geometrical Effects on the Derivation of Density | 1970 3               |
| Hulsbosch, Adrianus Nicolaas Maria                                  | Studies on High-Velocity Clouds | 1973                 |
| Icke, Vincent promotoren: Hendrik Christoffel van de Hulst met Oort | Formation of Galaxies inside Clusters | 1972 3               |
| Merkelijn, Jeannette Kate                                           | A Determination of the Luminosity Function of Radiogalaxies at 400 and 2700 MHz                                                                                  | 1970                 |
| Raimond, Ernst                                                      | Hydrogen Connected with Two Stellar Associations in Monoceros | 1964                 |
| Rougoor, Gerrit Willem                                              | The Neutral Hydrogen in the Central Region of the Galactic System                                                                                                | 1964                 |
| Schmidt, Maarten                                                    | A Model of the Distribution of Mass in the Galactic System | 1956 3               |
| Shane, William Whitney                                              | Observations of Neutral Hydrogen in an Interior Region of the Galaxy and the Structure and Kinematics of the Scutum Spiral Arm                                   | 1971 6               |
| Spoelstra, Titus Adrianus Thomas copromotor Harry van der Laan      | Linear Polarization in the Galactic Spurs at 1415 MHz | 1972                 |
| Van der Kruit, Pieter Corijnus                                      | Evidence for Past Activity in the Galactic Nucleus | 1971 34              |
| Van Herk, Gijsbert                                                  | Eenige uitkomsten van de waarnemingen in de jaren 1931-1933 te Equator gedaan voor de verbetering van het declinatiesysteem van Boss                             | 1936                 |
| Van Houten, Cornelis Johannes                                       | Surface Photometry of Extragalactic Nebulae | 1961                 |
| Van Woerkom, Adrianus Jan Jasper                                    | On the Origin of Comets | 1948                 |
| Woltjer, Lodewijk                                                   | The Crab Nebula | 1957 35              |

## Eerbewijzen
- Bruce Medal van de Astronomical Society of the Pacific in 1942
- Gouden medaille van de Royal Astronomical Society in 1946
- Janssen Medal van de Académie des sciences in 1946
- Prix Jules-Janssen van de Société astronomique de France in 1947
- Henry Norris Russell Lectureship van de American Astronomical Society in 1951
- Gouden Ganzenveer in 1960
- Vetlesen Prize in 1966
- Jansky Prize van de National Radio Astronomy Observatory in 1967
- Karl Schwarzschild Medal van de Astronomische Gesellschaft in 1972
- ADION medal van de Association pour le Développement International de l’Observatoire de Nice in 1978
- Balzan Prize in 1984
- Kyoto Prize van de Inamori Foundation in 1987
- Planetoïde 1691 Oort is naar hem vernoemd en werd op 9 september 1956 ontdekt door K. Reinmuth, zie de lijst van planetoïden 1001-2000
- Oortlezing, een lezing die sinds 1990 jaarlijks gegeven wordt in Leiden door een vooraanstaand astronoom[7].

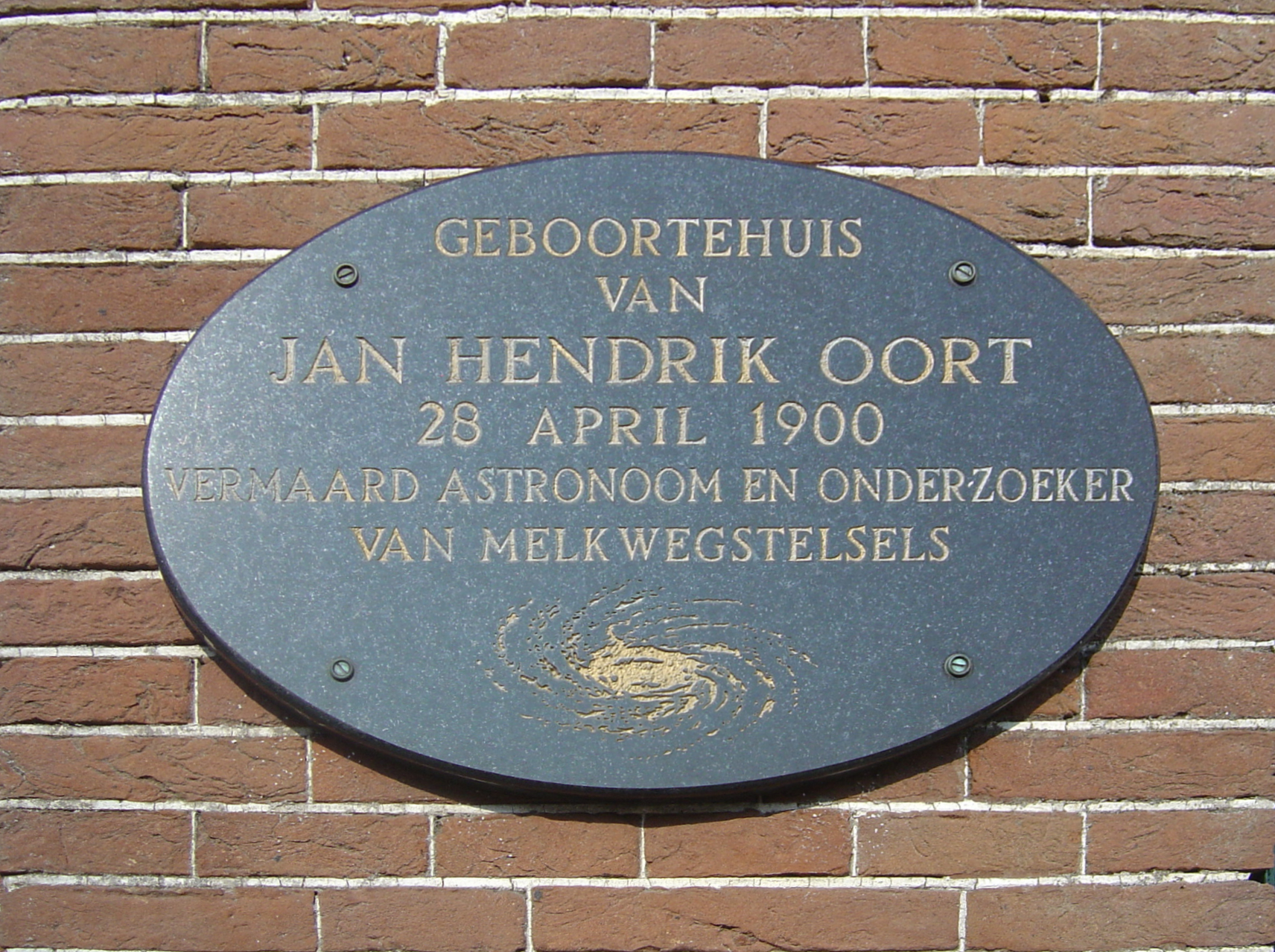
Plaquette op het geboortehuis van Oort, toen Zilverstraat 16, Franeker2009.
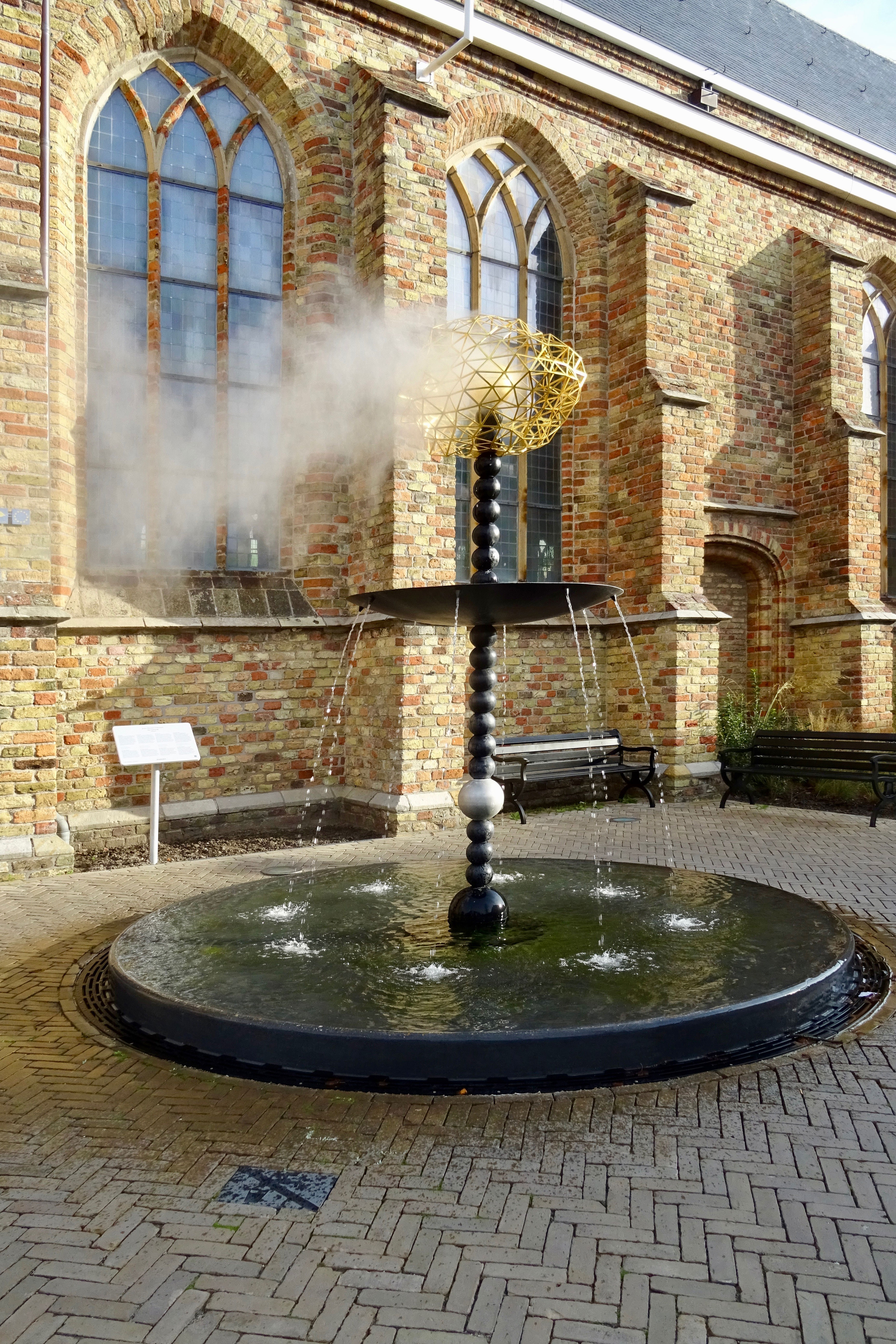
De "Oortwolk", een fontein in Franeker, 2019.
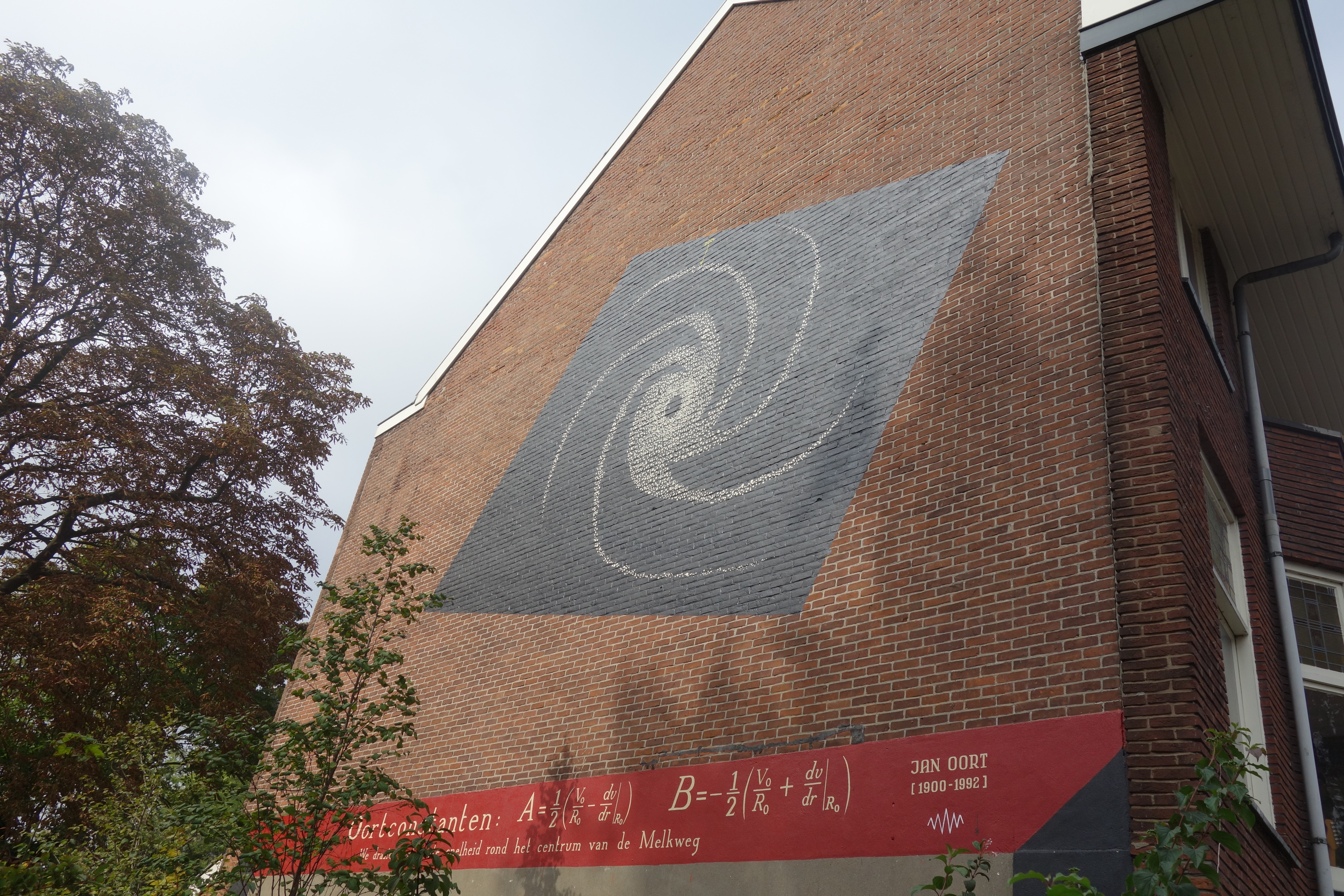
Oortconstanten op een muur in Leiden, 2017.

## Publicaties
Een onvolledige lijst:
- 1922: Some Peculiarities in the Motion of Stars of High Velocity, Bull. Astron. Inst. Neth. 1, 133–37 (1922). Bulletin of the astronomical institutes of the Netherlands.
- 1926
  - The Stars of High Velocity, (Thesis, Groningen University) Publ. Kapteyn Astr. Lab, Groningen, 40, 1–75 (1926).
  - Asymmetry in the Distribution of Stellar Velocities, Observatory 49, 302–04 (1926).
  - Non-Light-Emitting Matter in the Stellar System, openbare lezing of 1926, herdrukt in The Legacy of J. C. Kapteyn, ed. by P. C. van der Kruit and K. van Berkel (Kluwer, Dordrecht, 2000) [abstract].
- 1927:
  - Observational Evidence Confirming Lindblad’s Hypothesis of a Rotation of the Galactic System, Bull. Astron. Inst. Neth. 3, 275–82 (1927).
  - Investigations Concerning the Rotational Motion of the Galactic System together with New Determinations of Secular Parallaxes, Precession and Motion of the Equinox (Errata: 4, 94), Bull. Astron. Inst. Neth. 4, 79–89 (1927).
- 1928: Dynamics of the Galactic System in the Vicinity of the Sun, Bull. Astron. Inst. Neth. 4, 269–84 (1928).
- 1931: Some Problems Concerning the Distribution of Luminosities and Peculiar Velocities of Extragalactic Nebulae, Bull. Astron. Inst. Neth. 6, 155–59 (1931).
- 1932: The Force Exerted by the Stellar System in the Direction Perpendicular to the Galactic Plane and Some Related Problems, Bull. Astron. Inst. Neth. 6, 249–87 (1932).
- 1937: A Redetermination of the Constant of Precession, the Motion of the Equinox and the Rotation of the Galaxy from Faint Stars Observed at the McCormick Observatory (Errata: 4, 94), Bull. Astron. Inst. Neth. 8, 149–55 (1937).
- 1938: Absorption and Density Distribution in the Galactic System, Bull. Astron. Inst. Neth. 8, 233–64 (1938).
- 1939: Stellar Motions, MNRAS 99, 369–84 (1939). (MNRAS staat voor Monthly Notices of the Royal Astronomical Society.)
- 1940: Some Problems Concerning the Structure and Dynamics of the Galactic System and the Elliptical Nebulae NGC 3115 and 4494, Ap.J. 91, 273–306 (1940). (Ap. J. is Astrophysical Journal.)
- 1942: met Mayall, N.U., Further Data Bearing on the Identification of the Crab Nebula with the Supernova of 1054 A.D. Part II: The Astronomical Aspects, PASP 54, 95–104 (1942).
- 1946: 
  - met H.C. van de Hulst, Gas and Smoke in Interstellar Space, Bull. Astr. Inst. Neth. 10, 187–204 (1946).
  - Some Phenomena Connected with Interstellar Matter (1946 George Darwin Lecture), MNRAS 106, 159–79 (1946) [George Darwin]. Lecture.
- 1950: The Structure of the Cloud of Comets Surrounding the Solar System and a Hypothesis Concerning its Origin, Bull. Astron. Inst. Neth. 11, 91–110 (1950).
- 1951:
  - Origin and Development of Comets (1951 Halley Lecture), Observatory 71, 129–44 (1951) [Halley Lecture].
  - met M. Schmidt, Differences between New and Old Comets, Bull. Astron. Inst. Neth. 11, 259–70 (1951).
  - met Westerhout, G. A Comparison of the Intensity Distribution of Radio-frequency Radiation with a Model of the Galactic System, Bull. Astron. Inst. Neth. 11, 323–33 (1951).
  - met Morgan, H.R. A New Determination of the Precession and the Constants of Galactic Rotation, Bull. Astron. Inst. Neth. 11, 379–84 (1951).
  - Problems of Galactic Structure, Ap.J. 116, 233–250 (1952) [Henry Norris Russell Lecture, 1951].
- 1954:
  - Outline of a Theory on the Origin and Acceleration of Interstellar Clouds and O Associations, Bull. Astr. Inst. Neth. 12, 177–86 (1954).
  - met van de Hulst, H.C., C.A. Muller, The spiral structure of the outer part of the Galactic System derived from the hydrogen mission at 21 cm wavelength, Bull. Astr. Inst. Neth. 12, 117–49 (1954).
  - met van Houten, C.J., & W.A. Hiltner, Photoelectric Measurements of Extragalactic Nebulae, Ap.J. 120, 439–53 (1954).
- 1955: met & Lyman Spitzer, Jr., Acceleration of Interstellar Clouds by O-Type Stars, Ap.J. 121, 6–23 (1955).
- 1956:
  - Measures of the 21-cm Line Emitted by Interstellar Hydrogen, Vistas in Astronomy. 1, 607–16 (1955).
  - A New Southern Hemisphere Observatory, Sky & Telescope 15, 163 (1956).
  - met  Th. Walraven, Polarization and Composition of the Crab Nebula, Bull. Astr. Inst. Neth. 12, 285–308 (1956).
  - Die Spiralstruktur des Milchstraßensystems, Mitt. Astr. Ges. 7, 83–87 (1956).
- 1958: 
  - met F.J. Kerr, & G. Westerhout, The Galactic System as a Spiral Nebula, MNRAS 118, 379–89 (1958). Summary – From the Astronomical Point of View, in Ricerche Astronomiche, Vol. 5, Specola Vaticana, Proceedings of a Conference at Vatican Observatory, Castel Gandolfo, May 20–28, 1957, ed. by D.J.K. O'Connell (North Holland, Amsterdam & Interscience, NY, 1958), 507–29.
  - met F.J. Kerr, & G. Westerhout, The Galactic System as a Spiral Nebula, MNRAS 118, 379–89 (1958).
- 1959: 
  - met F.J. Kerr, & G. Westerhout, The Galactic System as a Spiral Nebula, MNRAS 118, 379–89 (1958). Radio-frequency Studies of Galactic Structure, Handbuch der Physik vol. 53, 100–28 (1959).
  - A Summary and Assessment of Current 21-cm Results Concerning Spiral and Disk Structures in Our Galaxy, in Paris Symposium on Radio Astronomy, IAU Symposium no. 9 and URSI Symposium no. 1, held 30 July – 6 August 1958, ed. by R.N. Bracewell (Stanford University Press, Stanford, CA, 1959), 409–15.
  - met Rougoor, G. W.  Neutral Hydrogen in the Central Part of the Galactic System, in Paris Symposium on Radio Astronomy, IAU Symposium no. 9 and URSI Symposium no. 1, held 30 July – 6 August 1958, ed. by R.N. Bracewell (Stanford University Press, Stanford, CA, 1959), pp. 416–22.
- 1960: 
  - met  G. van Herk, Structure and dynamics of Messier 3, Bull. Astr. Inst. Neth. 14, 299–321 (1960).
  - Note on the Determination of Kz and on the Mass Density Near the Sun, Bull. Astr. Inst. Neth. 15, 45–53 (1960).
  - met Rougoor, G.W., Distribution and Motion of Interstellar Hydrogen in the Galactic System with Particular Reference to the Region within 3 Kiloparsecs of the Center, Proc. Natl. Acad. Sci. 46, 1–13 (1960).
  - met G.W. Rougoor, The Position of the Galactic Centre, MNRAS 121, 171–73 (1960).
- 1964: The Galaxy, IAU Symposium 20, 1–9 (1964).
- 1965: Stellar Dynamics, in A. Blaauw & M. Schmidt, eds., Galactic Structure (Univ. of Chicago Press, Chicago, 1965), pp. 455–512.
- 1966: Possible Interpretations of the High-Velocity Clouds, Bull. Astr. Inst. Neth. 18, 421–38 (1966).
- 1969: Infall of Gas from Intergalactic Space, Nature 224, 1158–63 (1969).
- 1970:
  - The Formation of Galaxies and the Origin of the High-Velocity Hydrogen, Astronomy & Astrophysics 7, 381–404 (1970).
  - The Density of the Universe, Astronomy & Astrophysics 7, 405 (1970).
  - Galaxies and the Universe, Science 170, 1363–70 (1970).
- 1972:
  - met van der Kruit, P.C., & D.S. Mathewson, The Radio Emission of NGC 4258 and the Possible Origin of Spiral Structure, Astronomy & Astrophysics 21, 169–84 (1972).
  - The Development of our Insight into the Structure of the Galaxy between 1920 and 1940, Ann. NY Acad. Sci. 198, 255–66 (1972).
- 1973: On the Problem of the Origin of Spiral Structure, Mitteilungen der AG 32, 15–31 (1973) [Karl Schwarzschild Lecture, 1972].
- 1975: 
  - met Lukas Plaut, The Distance to the Galactic Centre Derived from RR Lyrae Variables, the Distribution of these Variables in the Galaxy's Inner Region and Halo, and A Rediscussion of the Galactic Rotation Constants, Astronomy & Astrophysics 41, 71–86 (1975).
  - met Strom, R. G., G.K. Miley Giant Radio Galaxies, Sci. Amer. 233, 26 (1975).
  - met Pels, G.,  & H.A. Pels-Kluyver, New Members of the Hyades Cluster and a Discussion of its Structure, Astronomy & Astrophysics 43, 423–41 (1975).
- 1977: 
  - met Rubin, Vera C., W. Kent Ford, Jr., Charles J. Peterson,New Observations of the NGC 1275 Phenomenon, Ap.J. 211, 693–96 (1977).
  - The Galactic Center, Annual Review of Astronomy & Astrophysics 15, 295–362 (1977).
- 1981: 
  - Superclusters and Lyman α Absorption Lines in Quasars, Astronomy & Astrophysics 94, 359–64 (1981).
  - met H. Arp, & H. de Ruiter, Evidence for the Location of Quasars in Superclusters, Astronomy & Astrophysics 95, 7–13 (1981).
- 1983:
  - Superclusters, Annual Review of Astronomy & Astrophysics 21, 373–428 (1983).
  - Structure of the Universe, in Early Evolution of the Universe and its Present Structure; Proceedings of the Symposium, Kolymbari, Greece, August 30 – September 2, 1982, (Reidel, Dordrecht & Boston, 1983), 1–6.
- 1986: The Origin and Dissolution of Comets (1986 Halley Lecture) Observatory 106, 186–93 (1986).
- 1988: Origin of Structure in the Universe, Publ. Astron. Soc. Jpn. 40, 1–14 (1988).
- 1989
  - Questions Concerning the Large-scale Structure of the Universe, in Problems in Theoretical Physics and Astrophysics: Collection of Articles in Celebration of the 70th Birthday of V. L. Ginzburg (Izdatel’stvo Nauka, Moscow, 1989), pp. 325–37.
  - (nl)  Horizonnen, Zenit 16, 124-132 (Oorts Kyoto Lecture op 10 november 1987 bij de aanvaarding van de Kyotoprijs 1987 in Oorts eigen vertaling, pdf volledige tekst met briefje)[10]
- 1990: Orbital Distribution of Comets, in W.F. Huebner, ed., Physics and Chemistry of Comets (Springer-Verlag, 1990), pp. 235–44 (1990).
- 1992: Exploring the Nuclei of Galaxies, Mercury 21, 57 (1992).
- 2000: Non-Light-Emitting Matter in the Stellar System, public lecture of 1926, reprinted in The Legacy of J. C. Kapteyn, ed. by P. C. van der Kruit and K. van Berkel (Kluwer, Dordrecht, 2000) [abstract].

## Publicaties over Oort
- (en)  David Devorkin, transcript van een interview met J.H. Oort op 10 november 1977, American Institute of Physics[11]
- (en)  Astrid Elbers: Early Dutch radio astronomy (1940-1970): The people and the politics, proefschrift Leiden 10 december 2015, pdf.[12] The rise of radio astronomy in the Netherlands: The people and the politics, Springer 2017
- Jan van Evert: Oort. Melkwegonderzoeker en grondlegger van de radioastronomie. Veen Magazines, 2012. ISBN 978-90-8571354-8
- (en)  J.K. Katgert-Merkelijn en J. H. Oort: The manuscripts and correspondence of Jan Hendrik Oort : inventory, Leiden : University Library, cop. 1992.
- (en)  J.K. Katgert-Merkelijn en J. H. Oort: The letters and papers of Jan Hendrik Oort, as archived in the University Library, Leiden. Dordrecht, Kluwer Academic Publishers, 1997. ISBN 0-7923-4542-8
- (en)  J.K. Katgert-Merkelijn en J. C. M. Damen: Jan Oort, astronomer : catalogue of an exhibition in Leiden University library April 20 - May 27, 2000 met J.K. Katgert-Merkelijn: A short biography of Jan Hendrik Oort, Universiteitsbibliotheek Leiden 2000, openaccess.leidenuniv.nl geraadpleegd op 28 maart 2020.
- (en)  Pieter C. van der Kruit: Jacobus Cornelius Kapteyn: Born investigator of the heavens, Springer, 2015
- Pieter C. van der Kruit: De inrichting van de hemel. Een biografie van astronoom Jacobus C. Kapteyn, Amsterdam University Press, 2016
- (en)  Pieter C. van der Kruit: Jan Hendrik Oort. Master of the Galactic System. Springer Nature, 2019. ISBN 978-3-030-17800-0
- Pieter C. van der Kruit: Horizonnen. Een biografie van astronoom Jan Hendrik Oort. Prometheus Amsterdam 2020. ISBN 978-90-446-4144-8
- (en)  H. van Woerden, W.N. Brouw en H.C. van de Hulst:Oort and the universe. A sketch of Oort's research and person, Reidel 1980 ISBN 9-027-71180-1